# La profezia di Dante
La profezia di Dante (The Prophecy of Dante) è un poemetto in terza rima scritto da Lord Byron nel 1819 a Ravenna e pubblicato per la prima volta nel 1821.

## Genesi
Nel 1819, dopo aver nutrito a lungo una passione per Tasso, Byron rivolse la sua attenzione a Dante e decise di scrivere un poemetto in terza rima. Fu la contessa Teresa Guiccioli, grande appassionata e conoscitrice della Divina Commedia, a far interessare Byron a Dante e fu proprio lei a chiedergli di scrivere qualcosa per lei nello stile del poeta fiorentino. Byron tradusse alcuni brani dell'Inferno in inglese, ma il vero risultato della richiesta della contessa fu The Prophecy of Dante.

## Contenuto
Dopo una dedica a Teresa, il poemetto assume la prospettiva dello stesso Dante, che si rivolge al lettore parlando del proprio esilio, dell'amore per Beatrice e del suo desiderio di ritornare a Firenze. Successivamente, Dante parla della condizione dell'Italia e ne auspica l'unificazione, facendo anche riferimenti al ruolo del poeta nella società.

## Storia editoriale
Dopo aver scritto il poemetto nella città in cui Dante è sepolto, Byron inviò il manoscritto al suo editore nel marzo 1820. L'opera fu data alle stampe soltanto l'anno successivo, pubblicato in un unico volume insieme alla tragedia Marino Faliero, doge di Venezia. La prima traduzione italiana dell'opera fu pubblicata a Parigi nello stesso anno.